# Paradise Lost – The Genesis of Musical
Paradise Lost – The Genesis of Musical (kurz auch Paradise Lost) ist ein Musical von Peter Lund (Text) und Thomas Zaufke (Musik), das am 11. Juni 2022 an der Neuköllner Oper in Berlin uraufgeführt wurde.

## Inhalt
Ein Provinztheater in Süddeutschland will für das nächste Musical einige Darsteller gastverpflichten und veranstaltet daher ein Casting. Zu diesem ist auch Maja gekommen. Die junge Frau kann zwar Tanzen und noch besser Singen, doch sie ist nicht wirklich gut darin, sich in dieser Welt gut zu verkaufen. Erst sieht es nicht so aus, als würde sie eine Rolle bekommen, doch nachdem jemand dem Regisseur gut zugeredet hat, erhält sie eine Textnachricht auf ihr Smartphone. Sie hat ihr erstes Engagement.
Der Schauspieler Adam hat schon ein paar Jahre kein wirklich großes Engagement mehr gehabt. Seine Frau, mit der er ein gemeinsames Kind hat, ist auch Musicaldarstellerin und hat auch das größere Talent, bleibt aber nun zuhause und lässt Adam für das Familieneinkommen sorgen. Die Produktionsleiterin des Theaters und Assistentin des Regisseurs kennt beide schon lange, und Eva wurde von Adam schwanger, als sie eigentlich gerade mit ihm zusammen war.

## Produktion
Paradise Lost – The Genesis of Musical ist eine Koproduktion der Neuköllner Oper mit dem Studiengang Musical/Show der Berliner Universität der Künste. Der Text stammt von Peter Lund, bis 2022 Leiter des Studiengangs, die Musik von Thomas Zaufke. Es handelt sich für beide um den Abschluss im Rahmen der 25-jährigen Partnerschaft zwischen der UdK und der Neuköllner Oper, während der insgesamt 20 Musicals entstanden.
Das Bühnenbild gestaltete Ulrike Reinhard. Für Szenen auf und hinter der Provinztheaterbühne entwarf sie eine nach vorn leicht abgeschrägte, runde Spielfläche.

## Bezüge zur Genesis
Der Titel Paradise Lost verweist auf das berühmte Versepos von John Milton, in dem der Sündenfall und die Vertreibung von Adam und Eva aus dem Paradies geschildert wird. In dem Bühnenstück ist das Paradies als der Traum vom Leben als Musicalstar zu verstehen. Eva hatte im Stück einst von diesem Traum kosten dürfen, sitzt aber nun mit dem Kind zuhause, während ihr Ehemann Adam um einen Job bei der neuen Musicalproduktion kämpft. Der Name der Regieassistentin Lilli, die zuvor mit Adam zusammen war, ist an Lilith angelehnt, die erste Frau des biblischen Adams, die auch als „erste Eva“ bezeichnet wird. Gott wiederum taucht in dem Musical in Gestalt der „Stimme von oben“ in Erscheinung, die dem Regisseur des Provinztheaters gehört.
Das Stück beginnt mit den Worten „Am Anfang war das Nichts“, untermalt von dem Lied Am Anfang ist immer das Nichts, das auch am Ende zu hören ist, als eine Glühbirne aus einer von der Decke baumelnden Fassung geschraubt wird und das Licht erlischt.

## Uraufführung und Wiederaufnahme
Die Uraufführung erfolgte am 11. Juni 2022 in der Neuköllner Oper Berlin. Die Wiederaufnahme ist am 28. November 2022 geplant, ebenfalls an der Neuköllner Oper.

## Ensemble der ersten Spielzeit
Ab 11. Juni 2022 an der Neuköllner Oper in Berlin

### Besetzung
- Regie: Peter Lund
- Musikalische Leitung / Einstudierung: Markus Syperek / Tobias Bartholmess
- Choreografie: Bart De Clercq
- Ausstattung: Ulrike Reinhard

### Darsteller
- Tobias Blinzler: Adam
- Adam Demetz: Jonas
- Paul Fruh: Peedy
- Lisa Maria Hörl: Eva

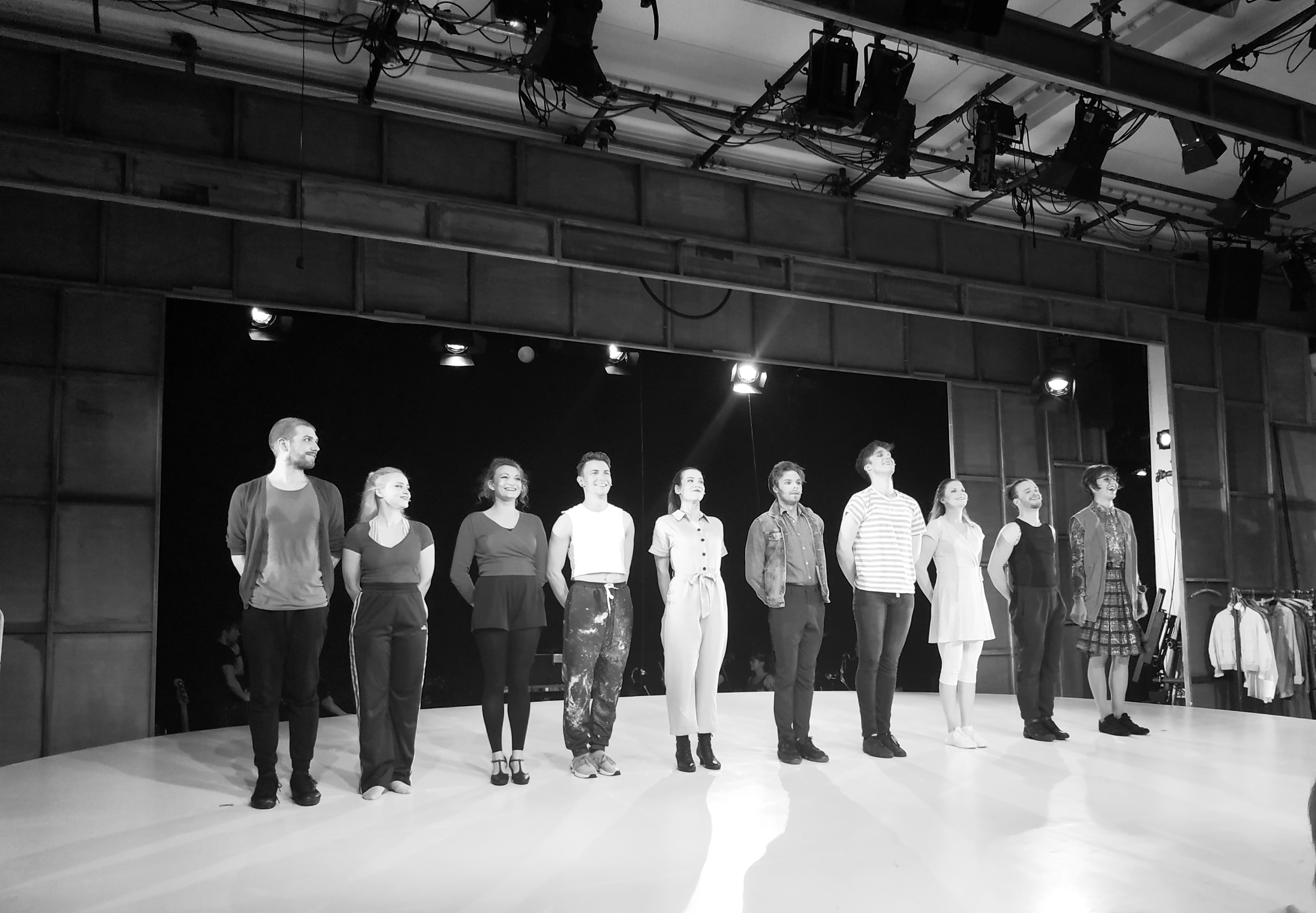
Die Darsteller der ersten Spielzeit bei der Premiere des Musicals am 11. Juni 2022

- Steffen Gerstle: Hertha / Schlange
- Timothy Leon Jones: Kai
- Manuel Nobis: Alex
- Isabella Selinger: Maja
- Annika Steinkamp: Lilli
- Mirjam Wershofen: Judith
- Nathan Johns: Ersatz für Kai[6]

Die eingespielte „Stimme von oben“, wenn der gottähnliche Regisseur des Provinztheaters mit seinen Schauspielern spricht, gehört Mathias Noack, der ebenfalls als Professor im Studiengang Musical/Show an der UdK Berlin tätig ist.

## Auszeichnungen
Deutscher Musical Theater Preis 2022
- Auszeichnung für das Beste Musikalische Arrangement (Markus Syperek)
- Nominierung als Beste Darstellerin in einer Nebenrolle (Mirjam Wershofen)[7]